# Der Metzgermeister : Deutscher Fleischer-Kurier
Der Metzgermeister: Deutscher Fleischer-Kurier war ein wöchentlich erscheinendes, IVW-geprüftes Fachmagazin für die Fleischwirtschaft sowie das Organ des Fleischerverbandes Bayern und des Fleischerverbandes Pfalz. Herausgeber war der Richard Pflaum Verlag aus München. Die verbreitete Auflage im dritten Quartal 2011 lag bei 6.225 Exemplaren.

## Zielgruppe und Inhalte
Zielgruppe waren selbständige Fleischer, Führungskräfte in verarbeitenden Betrieben der Fleischwirtschaft sowie Mitglieder der Fleischerverbände Bayern und Pfalz. Inhaltlich ging es um aktuelle Themen aus der Produktion, aus Handwerk und aus Politik, um Aspekte aus den Bereichen Betriebsführung, Steuern und Recht sowie Werbung und Verkauf. Abgerundet wurde das inhaltliche Spektrum durch Verbands- und Firmennachrichten sowie aktuelle Marktpreisseiten. Zudem enthielt die Zeitschrift regelmäßig die Beilagen Der Jung-Metzger und Biomarktplatz bzw. Biomarktplatz für Metzger.

## Geschichte
Die Erstausgabe erschien laut Angaben in der Zeitschriftendatenbank 1974 in Kalenderwoche 27, die letzte Ausgabe in der 48. Kalenderwoche des Jahres 2011. Als Vorgänger erschien (nachgewiesen ab Ausgabe 2/1900) – mit einer Unterbrechung von 1943 bis 1949 – bis Ausgabe 26/1974 als Organ des Fleischerverbandes Bayern die Zeitschrift Der bayerische Metzgermeister: Fachzeitung für das Fleischerhandwerk.
Im November 2011 teilte die dfv Mediengruppe, die auch die Allgemeine Fleischer-Zeitung und die Fleischwirtschaft herausgibt, mit, dass das Bundeskartellamt die Übernahme der Zeitschrift genehmigt hatte. Letzter Chefredakteur war ab 2009 Gerhard Fassmann, der diese Position zwischenzeitlich von 1996 bis 2000 schon einmal innehatte und damit Vorgänger und Nachfolger von Gereon Kudella war.

## Erscheinungsweise und Verbreitung
Die Zeitschrift erschien wöchentlich mit einer bundesweiten Verbreitung, jedoch einem Schwerpunkt auf Süddeutschland und Bayern. Die IVW-geprüfte verbreitete deutschsprachige Auflage sank zwischen dem vorletzten (2/2011) und letzten Quartal (3/2011) um 0,02 % von 6.226 auf 6.225 Exemplare.
| 1998 | 1999 | 2000 | 2001 | 2002 | 2003 | 2004 | 2005 | 2006 | 2007 | 2008 | 2009 | 2010 | 2011 | 2012 | 2013 | 2014 | 2015 | 2016 | 2017 | 2018 | 2019 | 2020 | 2021 | 2022 | 2023 | 2024 |
| ---- | ---- | ---- | ---- | ---- | ---- | ---- | ---- | ---- | ---- | ---- | ---- | ---- | ---- | ---- | ---- | ---- | ---- | ---- | ---- | ---- | ---- | ---- | ---- | ---- | ---- | ---- |
| 7043 | 7025 | 7018 | 7071 | 7022 | 7014 | 7029 | 7047 | 6913 | 6913 | 6915 | 6415 | 6480 |      |      |      |      |      |      |      |      |      |      |      |      |      |      |